# Tres Cruces (Vilna)

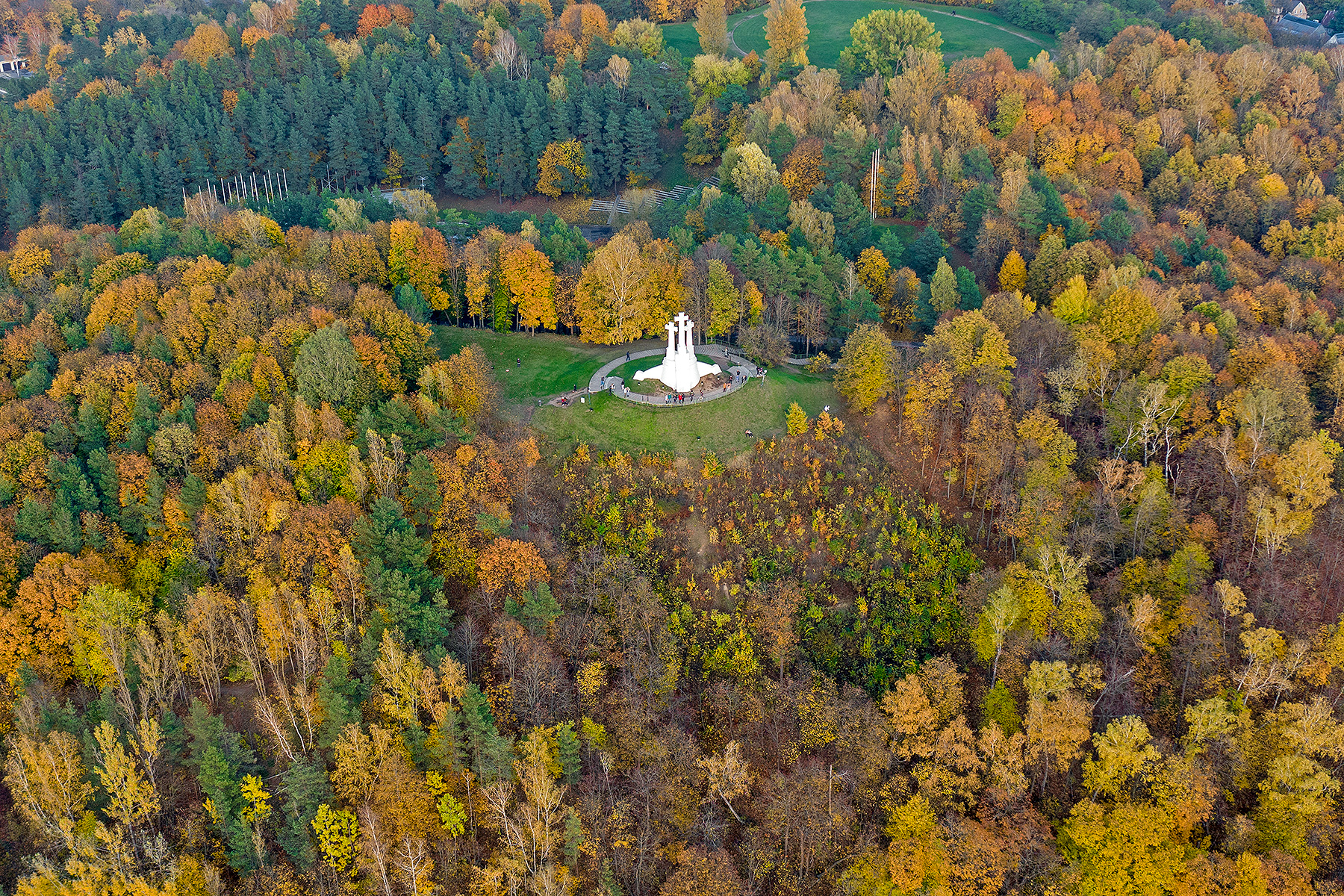

Las Tres Cruces (en lituano: Trys kryžiai) es un monumento en Vilna, Lituania, diseñado por el arquitecto y escultor polaco-lituano Antoni Wiwulski en 1916. Fue demolido en 1950 por orden de las autoridades de la Unión Soviética. Un nuevo monumento diseñado por Henrikas Silgalis fue erigido en su lugar en 1989.
Fue construido en el parque Kalnai en la "Colina de las Tres Cruces" (alternativamente, la colina desolada, en lituano: Plikasis kalnas) en 1916, en el lugar donde tres cruces de madera estaban desde por lo menos 1636.